# Basisgewerkschaft
Eine Basisgewerkschaft (Basisgewerkschaftsbewegung: frz. syndicalisme de base, ital. sindacalismo di base) ist eine Gewerkschaft, die so organisiert ist, dass die Macht nicht von der Basis abgetrennt wird. Nur so ist die direkte und gleichberechtigte Teilhabe aller an der Konsensfindung gewährleistet, so dass jedes Individuum seine Ideen einbringen kann und sich somit in den Beschlüssen des Kollektivs vertreten sieht. Hierarchien werden strikt abgelehnt, da sie immer Bevormundung bedeuten, die Freiheit einzelner Mitglieder einschränken und dazu führen können, dass die eigentlichen Interessen der Basis nicht artikuliert werden.

## Allgemeines
Historisch existieren Basisgewerkschaften bereits seit Beginn der Arbeiterbewegung, vor allem im antiautoritären Flügel der Erste Internationale (1864 bis 1876) bis zu deren Spaltung 1872 und später in der 1922 wiedergegründeten internationalen Arbeiter-Assoziation (IAA) auf anarcho- bzw. revolutionär-syndikalistischer Basis. Ihre Hochzeit hatte die IAA in den 20ern/30er Jahren. Doch auch heute noch existieren Sektionen der IAA und andere anarcho- und revolutionär-syndikalistische Gewerkschaften, wie die FAU in Deutschland, die Confederación Nacional del Trabajo in Spanien, die SAC in Schweden oder die überwiegend im englischsprachigen Raum vertretenen Industrial Workers of the World (IWW).
In Frankreich und Italien traten seit Ende der 1980er Jahre neuartige Gewerkschaften in Erscheinung, die sich in ihren Inhalten und Organisationsstrukturen von den etablierten großen Gewerkschaftsverbänden unterscheiden. Obwohl zahlenmäßig klein, haben diese Basisgewerkschaften in beiden Ländern im Laufe der 1990er-Jahre in Arbeitskämpfen und sozialen Auseinandersetzungen eine Vorreiterrolle gespielt. Ihr Schwerpunkt liegt vorwiegend im Bereich öffentlicher Dienste (Post, Transportsektor, Erziehungs- und Gesundheitswesen), aber auch in der Industrie üben Basisgewerkschaften einen wachsenden Einfluss aus.

## Grundprinzipien
Grundprinzipien der Basisgewerkschaften sind:
- Basisdemokratische Strukturen, Verzicht auf hierarchische Apparate.
- Basisgewerkschaften verstehen sich sowohl als Organisationen zur Vertretung von Interessen der Lohnabhängigen als auch zur Transformation der Gesellschaft und Überwindung des Kapitalismus.
- Basisgewerkschaften verstehen unter Interessen von Arbeiterinnen und Arbeitern nicht rein betrieblich-tarifliche Interessen, sondern gesamtgesellschaftliche Interessen an höherer Lebensqualität.
- Ablehnung der "konzertierten Aktion": Basisgewerkschaften suchen keine Bündnisse und Übereinkünfte mit den Verbänden des Kapitals.
- Stattdessen streben Basisgewerkschaften Bündnisse mit anderen sozialen Bewegungen an (Globalisierungskritik, Ökologie, Feminismus).
- Ablehnung berufsständischen Denkens: Basisgewerkschaften wenden sich gegen privilegierte Ansprüche von Facharbeitern gegenüber Ungelernten und vertreten nicht Interessen einer Berufsgruppe, sondern aller Beschäftigten eines Betriebs.
- Kampf gegen Privatisierungen und für demokratisch kontrollierte öffentliche Dienste.
- Basisgewerkschaften setzen sich für Bündnisse von Arbeitenden und Verbrauchern für qualitativ hochwertige Produkte und Dienstleistungen ein.
- Kampf gegen Prekarisierung: Basisgewerkschaften wenden sich insbesondere an Beschäftigte in unsicheren Arbeitsverhältnissen und kämpfen für menschenwürdige soziale Grundsicherungen.
- Basisgewerkschaften befürworten die eigenständige Organisierung der Arbeitslosen.
- Kampf gegen Rassismus, Eintreten für die Rechte der illegal Eingewanderten.

## Frankreich
Die historischen Ursprünge der französischen Basisgewerkschaftsbewegung reichen bis auf die Erfahrungen des Jahres 1973 zurück, als die Belegschaft der von Schließung bedrohten Uhrenfabrik Lip den Betrieb besetzte, die Geschäftsleitung aussperrte, die Produktion nach ihren eigenen Vorstellungen umorganisierte (Befreiung der Arbeitenden vom Fließbandtakt) und die Uhren über ein Solidaritätsnetz verkaufte. Die aktiven Frauen und Männer der Lip-Kämpfe waren damals im sozialistischen Gewerkschaftsverband CFDT organisiert, in dem zu jener Zeit die von der Revolte von 1968 geprägte linke Tendenz des selbstverwalteten Sozialismus stark verankert war. In den 80er Jahren vollzog die CFDT-Führung eine zunehmende Anpassung an neoliberale Orientierungen, verbunden mit Ausgrenzung der linken Strömung, gegen die 1988 mit Ausschlüssen vorgegangen wurde. Im Zusammenhang mit Streiks bei der Post entstand im Herbst 1988 die neue Gewerkschaftsbewegung Union syndicale Solidaires, der sich zunächst vor allem ehemalige linksoppositionelle CFDT-Gruppen anschlossen. Ein anderer Teil der SUD-Mitglieder kam aus unabhängigen Streikkomitees. Das Streikrecht ist in Frankreich, anders als in Deutschland, ein individuelles Grundrecht von Lohnabhängigen und nicht an eine Gewerkschaftsorganisation gebunden. Dies begünstigt die Möglichkeit zu autonomem Handeln und der Bildung von Basisstrukturen außerhalb der etablierten Apparatgewerkschaften.
Die SUD-PTT im Bereich Post/Telekommunikation stieg zur zweitstärksten Gewerkschaft der Branche auf. Mitte und Ende der 1990er-Jahre gründeten sich weitere SUD-Gewerkschaften, die auch in der privaten Industrie zahlreiche Erfolge bei Betriebsratswahlen erzielen konnten. Bedeutung erlangte insbesondere die SUD Rail bei der Bahn.
Die SUD-Gewerkschaften schlossen sich dem bereits seit 1981 existierenden Dachverband Groupe des dix (G10) an, in dem sich einige historisch ältere kleine Branchen- und Einzelgewerkschaften zusammengeschlossen hatten, die sich den großen Verbänden CGT (kommunistisch), CFDT (sozialistisch) und FO (parteipolitisch unabhängig) nicht zuordnen wollten (darunter die kämpferische Gewerkschaft der Finanzbediensteten SNUI). Innerhalb der G10 wurden die SUD-Gewerkschaften bald zur prägenden Kraft. 1998 wurde die G10 in Union Syndicale - Solidaires umbenannt; einige konservativere G10-Gewerkschaften verließen den Verband. Die Gesamtmitgliederzahl der Solidaires liegt bei etwa 80.000.
Die Mitglieder der SUD-Gewerkschaften repräsentieren überwiegend nicht das traditionelle Facharbeitermilieu, das sich in den alten Gewerkschaften berufsständisch organisiert. SUD-Mitglieder gehören zu großen Teilen der proletarisierten Intelligenz an: Personen mit hohem Bildungsniveau, die in weit unter ihrer Qualifikation liegenden Arbeitsverhältnissen vor allem im Dienstleistungssektor beschäftigt sind. (Ein bekannter Aktivist der SUD-PTT ist Olivier Besancenot, Briefträger mit Geschichtsstudium, der bei der Präsidentschaftswahl 2002 als Kandidat der Ligue communiste révolutionnaire Furore machte.) Diese Milieus des "neuen Proletariats" haben neben rein ökonomischen auch in hohem Maße "postmaterielle" Interessen: Selbstbestimmung und individuelle Entfaltung am Arbeitsplatz, respektvolle Behandlung. Zugleich wenden die SUD-Gewerkschaften sich besonders den unterprivilegierten Teilen der Lohnabhängigen wie Immigranten und gering Qualifizierten zu, die in den traditionellen Gewerkschaften kein Gehör finden. Die SUD-PTT engagiert sich stark für die Legalisierung der sans papiers (Eingewanderte ohne Aufenthaltsgenehmigung).
Auch in Frankreich existiert die anarcho- bzw. revolutionär syndikalistische CNT (Confédération nationale du travail), die in den 1990er Jahren auch vor allem durch die Studierendenstreiks einen starken Aufschwung nahm und inzwischen mehrere tausend Mitglieder vereint.

## Italien
In Italien stellt sich die Situation unübersichtlicher dar als in Frankreich, da die seit Ende der 1980er hervorgetretene italienische Basisgewerkschaftsbewegung aufgrund verschiedener lokaler und politischer Hintergründe in viele Zweige gegliedert ist, in denen es zu diversen Umgruppierungen mit Spaltungen und Vereinigungen kam. Übergreifend werden die Basisgewerkschaften oft als Cobas (comitati di base, Basiskomitees) bezeichnet. Die Hauptgruppen sind heute:
- CUB (Confederazione Unitaria di Base): Zahlenmäßig stärkster Verband, gegründet 1992. Zu ihr gehören die RdB (Rappresentanze Sindacali di Base) mit starkem Einfluss im öffentlichen Dienst und die FLMU (Federazione Lavoratori Metalmeccanici Uniti) in der Metallindustrie. Die CUB ergriff 1998 eine politische Initiative für ein garantiertes Mindesteinkommen.

- Confederazione Cobas: Zusammenschluss aus Cobas-Gruppen um die im Erziehungswesen einflussreiche Cobas Scuola. Historische Hintergründe reichen teilweise auf die autonomia operaia (siehe Operaismus) der 70er Jahre zurück. Arbeitet mit Rifondazione comunista zusammen und engagiert sich stark in der globalisierungskritischen Bewegung.

- Sindacato dei lavoratori intercategoriale (SdL): Im Januar 2007 hervorgegangen aus dem Zusammenschluss von SinCobas sehr aktiv in der Autoindustrie, treibende Kraft des erfolgreichen Streiks der Belegschaft im Fiat-Werk Melfi im Frühjahr 2004, politisch der IV. Internationale und Rifondazione comunista nahestehend und der unabhängigen Transportarbeitergewerkschaft SULT, nach divergierenden Angaben zwischen 25.000 und 60.000 Mitgliedern[1].

- Slai-Cobas (Sindacato Lavoratori Autorganizzati Intercategoriale): Mitte der 90er-Jahre in Kämpfen in der Autoindustrie hervorgetreten, dann jedoch durch Abspaltung der SinCobas geschwächt und zunehmend ins Abseits geraten, da die politische Linie der Slai-Cobas (extremer Antiamerikanismus) in weiten Teilen der Linken nicht konsensfähig ist.

- USI (Unione Sindacale Italiana), historische anarchistisch-libertäre Gewerkschaft, gegründet 1912, Anfang der 90er-Jahre sehr aktiv, jedoch seit 1996 durch Spaltung stark geschwächt.

## Deutschland
In der Bundesrepublik Deutschland sind seit 1949 die unter dem Dach des DGB organisierten Einheitsgewerkschaften sehr stark. Als recht kleine Basisgewerkschaft existiert hier die FAU (Freie Arbeiterinnen- und Arbeiter-Union), die ähnlich wie die USI in Italien ihre Ursprünge am Anfang des 20. Jahrhunderts hat. Die FAUD (Freie Arbeiter-Union Deutschlands) ging 1919 aus der Freien Vereinigung deutscher Gewerkschaften hervor und wurde in den 30ern vom Nationalsozialismus zerschlagen. Erst 1977 kam es zu einer Wiedergründung aus der 68er/70er Studentenbewegung heraus und dem Einfluss durch die Ideen von Exilarbeitern der CNT (Confederación Nacional del Trabajo), einer anarchosyndikalistischen Gewerkschaft in Spanien. In den letzten Jahren, war die FAU bzw. ihre autonomen Ortsgruppen vor allem in kleineren Lohnkämpfen, im allgemeinen Protest gegen Sozialabbau und bei Kürzungen im Bildungsbereich bzw. gegen Studiengebühren aktiv.
Außerdem bestehen seit 2006 mehrere Ortsgruppen der Industrial Workers of the World (IWW).

## Historische und aktuelle Beispiele
- Freie Arbeiterinnen- und Arbeiter-Union
- Confederación Nacional del Trabajo
- Syndikalistischer Frauenbund